# Rhegmoclema vockerothi
Rhegmoclema vockerothi är en tvåvingeart som beskrevs av Cook 1969. Rhegmoclema vockerothi ingår i släktet Rhegmoclema och familjen dyngmyggor.
Artens utbredningsområde är Spanien. Inga underarter finns listade i Catalogue of Life.